# Мешков-Плещеев, Сергей Иванович
Серге́й Ива́нович Мешко́в-Плеще́ев (иногда писался просто Плеще́ев) (4 января 1752, Москва — 23 января (4 февраля) 1802, Монпелье, Франция) — близкий к Павлу I деятель масонства, географ и переводчик, вице-адмирал.

## Биография
Происходил из ветви рода Плещеевых, одного из древнейших в России. Сын Ивана Васильевича Мешкова-Плещеева от брака его с Марией Кирилловной Чичериной. У Плещеева было две сестры, Варвара Ивановна (1756—1809) была замужем за Р. А. Кошелевым; Татьяна Ивановна (1761—1800) замужем за князем П. С. Гагариным. Также указывается, что Сергей был братом «Англомана» — дипломата Михаила Плещеева. О братьях Сергее и Михаиле Плещееве существуют документальные исторические романы А. Н. Глумова «Юные вольнодумцы» и «Судьба Плещеевых» (1973).
Службу начал мичманом в 1764 году. В 1765-м был командирован в Англию для прохождения морской практики. В 1765—1770 гг. каждый год курсировал на кораблях английского флота вдоль берегов Северной Америки. Вернувшись в Россию, Плещеев, забывший русский язык, начал учить его снова. Впоследствии, он писал все свои работы в черновую на английском языке, а после переводил.
Принимал участие в Первой Архипелагской экспедиции.
Состоял при константинопольском посольстве князя Н. В. Репнина. Произвёл съёмку пролива Дарданеллы (1775) и побережья Чёрного моря у Синопа и Трапезунда (1776). В 1777 г. изучал организацию портов в Швеции.
В 1781 году был назначен состоять при цесаревиче Павле Петровиче, сопровождал его в путешествии по Европе, которое сам же и описал в отдельном издании. Вступив в 1788 г. в авиньонское братство «Народ божий», Плещеев по возвращении в Россию получил известность как масон. В 1792 г. с подачи своего близкого друга И. В. Лопухина принят в розенкрейцеры. Дружба Павла с Плещеевым вызывала тревогу у Екатерины II. Ф. В. Ростопчин докладывал последней, что престолонаследник «слепо во всём доверился» этому агенту мартинистов. В доме Плещеева жил известный мистик М. А. Ленивцов.
В период трений между великой княгиней Марией Фёдоровной и фрейлиной Екатериной Нелидовой Плещеев по просьбе первой пытался водворить мир при «молодом дворе» в Павловске. Опасаясь усиления его влияния на наследника, Ростопчин распустил сплетни о недопустимо близких отношениях между великой княгиней и Плещеевым, которые привели к его удалению в Москву. «Хороший, достойный человек был удален от двора великого князя по подозрению в искренней привязанности к великой княгине», — писал о причинах опалы сам Ростопчин.
После примирения Марии Фёдоровны с Нелидовой Плещеев смог вернуться в Павловск, где во избежание новых толков была незамедлительно сыграна его свадьба с одной из фрейлин. По воцарении своего покровителя, 7 ноября 1796 года генерал-майор Плещеев был назначен генерал-адъютантом при Его Императорском Величестве императоре Павле Петровиче, а при коронации (24 сентября 1797 года) был произведён в вице-адмиралы (с тем чтобы его уже не числить генерал-адъютантом, а числить по флоту и носить общий флотский мундир), пожалован орденом Св. Александра Невского и поставлен при принятии прошений. После коронации ему поручена была раздача денег бедным в Москве; при этом было раздавлено 8 человек. Плещеев принял ответственность на себя, заявив государю: «Сибири мне мало» — но был прощён.
Сделавшись одним из влиятельнейших придворных, Плещеев добился освобождения Н. И. Новикова и ссылки его гонителя А. А. Прозоровского. Ходатайствовал об отмене в России телесных наказаний. Сохранились письма, которые писал ему с мыса Доброй Надежды Герасим Лебедев.

«Сюлли» Павла, обладая самыми высокими качествами ума и сердца и получив прекрасное воспитание, по слабости своего характера не мог занимать видного места в администрации. При всей своей привязанности и преданности Павлу, он был только его личным другом. Отличаясь спокойным характером, был равнодушен к почестям и богатству.— Д. П. Рунич
В 1798 году Ростопчин и Аракчеев организовали своего рода придворную революцию, состоявшую в удалении от двора Нелидовой и близких к ней лиц, в число которых попал и Плещеев. Он вышел в отставку 28 июля 1798 года и уехал в Москву, где нашёл нового друга в лице князя Андрея Оболенского, владельца имения Троицкое. Мария Фёдоровна, впрочем, не порвала отношений со своим любимцем и пристроила его в Воспитательный дом почётным опекуном. 
Светлейший князь Лопухин – отец фаворитки Павла 
Анны Лопухиной высоко отзывался о Плещееве: «Христианские добродетели, примерное благородство души и редкие дарования ума Плещеева известны всем, знавшим его беспристрастно» 
Умер за границей, на водах в Монпелье. После себя оставил обширную библиотеку, перешедшую князьям Гагариным.

## Творчество
Автор одного из первых географических описаний России, «Обозрения Российской империи в нынешнем её новоустроенном состоянии» (1786), давшего характеристику страны по отдельным районам. В «Обозрении...» даётся обобщенное описание регионов России, в соответствии с разделением её на полосы, с тщательно отобранными материалами.
Напечатал также «Путешествие английского лорда Балтимура» (с англ., СПб., 1776 и 1778), «Начертание путешествия великого князя Павла Петровича в 1777 г.», «Дневные записки путешествия из Архипелажского, России принадлежащего, о-ва Пароса в Сирию и к достопамятным местам, в пределах Иерусалима находящимся» (СПб., 1773).

## Семья

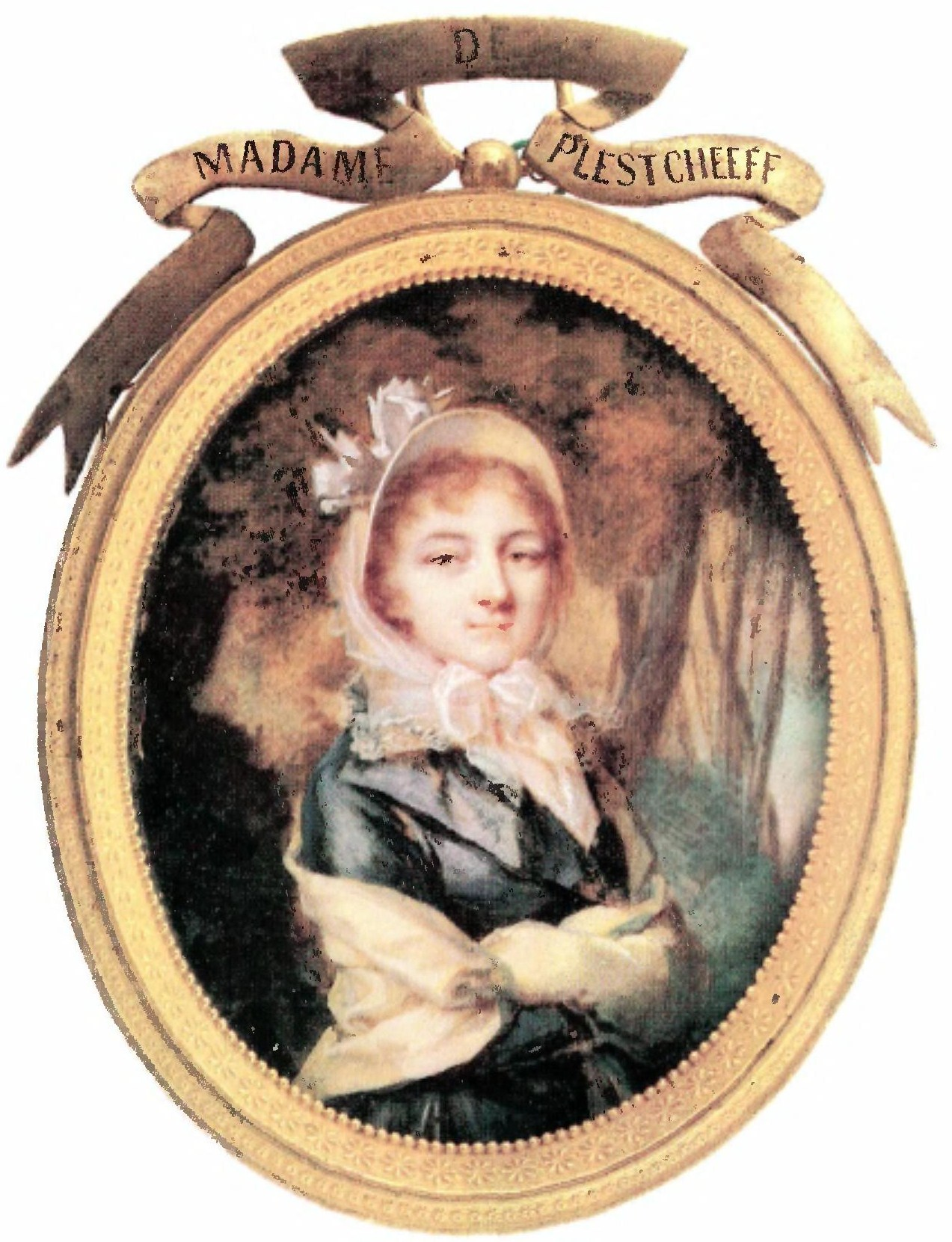
Наталья Федотовна, жена

С 1796 года был женат на Наталье Федотовне Веригиной (1768—1855), дочери генерал-майора и члена Военной коллегии Федота Михайловича Веригина. По окончании Смольного института в 1791 году была назначена фрейлиной к великой княгине Марии Фёдоровне, вскоре стала невестой  Плещеева. Была предметом кратковременного внимания великого князя Павла Петровича, что сильно огорчало Екатерину Нелидову и побудило жениха ускорить свадьбу. В 1797 году в коронацию Павла I получила орден Св.Екатерины малого креста. Плещеев обращался с женою довольно странно: запрещал ей носить дорогие платья, возил её с собой по бедным и больным, по трактирам и харчевням. Имела троих детей, двое из которых умерли в детстве. 
Овдовев, жила в Москве. При коронации Николая I 22 августа 1826 года была пожалована в статс-дамы; 4 февраля 1851 года получила орден Св. Екатерины большого креста, в день бракосочетания великой княгини Екатерины Михайловны. Умерла в феврале 1855 года.